# Aljaksandr Karsjakevitj
Aljaksandr Vladimirovitj Karjakevitj (hviderussisk: Аляксандр Уладзіміравіч Каршакевіч, russisk: Александр Владимирович Каршакевич, født 6. april 1959 Asjmjany, Hrodna voblast) er en sovjetisk/hviderussisk tidligere håndboldspiller, som deltog ved OL 1980 og OL 1988.

## Håndboldkarriere
Karsjakevitj spillede for klubben VS Minsk, og han var med på det sovjetiske landshold ved OL 1980 i Moskva. Her vandt Sovjet sin indledende pulje efter fire sejre og ét nederlag. Formatet ved legene var, at vinderne gik direkte til finalen, hvor Sovjet mødte vinderne af den anden pulje, DDR. De to hold var blevet nummer to (Sovjet) og tre ved VM 1978, og holdene var helt lige ved halvleg med 10-10 og igen ved slutfløjtet, hvor det stod 20-20. I den forlængede spilletid var DDR bedst og sikrede sig guldet med resultatet 23-22. Sovjet fik dermed sølv, mens Rumænien vandt bronzekampen.
Otte år senere var Sovjetunionen igen med ved OL, afholdt i Seoul, efter at have boykottet legene i 1984. Holdet havde haft et dårligt VM i 1986, men havde kvalificeret sig til legene via B-VM i 1987. Ved legene viste Sovjet sig som et stærkt hold og vandt alle kampe i indledende pulje. Også ved disse lege gik de to puljevindere direkte i finalen, og her mødte Sovjet hjemmeholdet fra Sydkorea, der blev ført an af Gang Jae-Won med ti mål i finalen (han blev turneringens topscorer). Sovjet var dog klart stærkest og vandt med 32-25 (heraf fire mål af Karsjakevitj), så holdet vandt guld, mens sølvet gik til Sydkorea og bronzen til Jugoslavien.